# 리상관
리상관(李相官, 생년 미상 ~ )은 조선민주주의인민공화국의 정치인이다. 최고인민회의 제13기 대의원이다.

## 경력
2005년 4월 김병송 후임으로 황해북도 인민위원회 위원장으로 임명되었고, 2010년 9월에 리원일에게 넘겨주고 물러났다. 2011년 9월 한흥표 후임으로 함경북도 인민위원회 위원장으로 임명되어 2017년까지 재임했다.

## 최고인민회의 대의원
2009년 4월 최고인민회의 제12기 대의원에 이어 2014년 3월 제13기 대의원으로도 선출되었다.